# Franklin (Indiana)
Franklin è una città degli Stati Uniti d'America, capoluogo della Contea di Johnson, nello Stato dell'Indiana.
La popolazione era di 19.463 abitanti nel censimento del 2000.